# Beautiful Trauma World Tour
Beautiful Trauma World Tour es el nombre dado a la séptima gira de conciertos de la cantante estadounidense P!nk; realizada con el fin de promocionar su séptimo álbum de estudio Beautiful Trauma (2017). La gira dio inicio el 1 de marzo de 2018 en Phoenix. El 3 de mayo de 2018 se anunciaron las fechas de la tercera fase del tour, que serán llevadas a cabo durante 2019 en América del Norte. Finalmente en octubre de 2018 se anunció la fase europea del tour, llevada a cabo desde junio a agosto de 2019, y la fase latinoamericana, esta última incluye un concierto, en Río de Janeiro, Brasil.
La gira recaudó $397.3 millones de dólares con 3,088,647 boletos vendidos convirtiéndola en la décima gira con más recaudación en la historia de Billboard Boxscore además de convertirse en la segunda gira con mayor recaudación por parte de una artista femenina.

## Antecedentes
El 4 de octubre de 2017, Pink anunció que lanzaría un documental sobre el proceso de grabación de su séptimo trabajo discográfico Beautiful Trauma el cual salió el 13 de octubre de ese mismo año, en la plataforma digital de Apple Music. Al día siguiente, la cantante anunció las primeras fechas para su nueva gira la cual comenzaría en Norteamérica. Unos días más tarde, más específicamente el 9 de octubre de 2017, la cantante anunció que traería su gira a Oceanía durante el verano.
El 3 de mayo de 2018, Pink anuncia a través de sus redes sociales la segunda fase en Norteamérica sumando 37 fechas. El 16 de abril, se anunciaron nuevas fechas correspondientes a la fase en Oceanía y a su vez la banda The Rubens como apertura para dicha fase.
El 16 de octubre de 2018, Pink reveló las fechas de la fase europea de la gira, que serán llevadas a cabo desde junio hasta agosto de 2019. Los conciertos serán llevados a cabo en estadios en lugar de arenas como las fechas previas del tour. Segundas fechas en Colonia, Múnich y Glasgow así como también fechas en Noruega y Dinamarca fueron más tarde anunciadas. La cantante también anunció el concierto en Río de Janeiro, como parte del festival Rock in Rio 2019. Dicho concierto será su primero en Brasil.

## Crítica

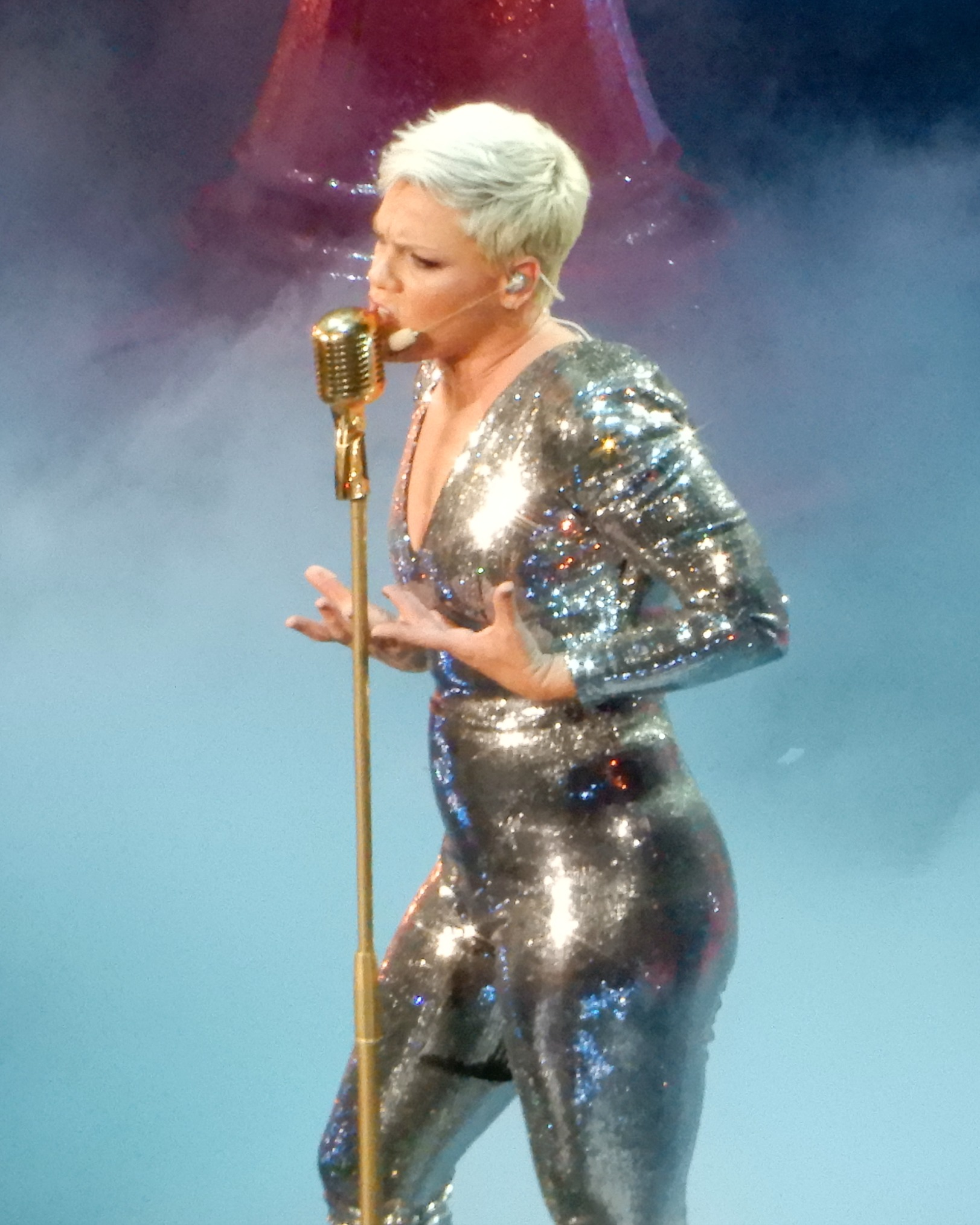
Pink en el Madison Square Garden.

Ed Masley de The Arizona Republic, quien asistió al primer concierto del tour en Phoenix, Arizona, escribió «todo estuvo brillantemente presentado, con colores brillantes, baile interpretativo y un espectáculo acrobático». Jimmie Tramel del periódico Tulsa World realizó una reseña positiva del concierto otorgado el 5 de marzo de 2018, en Tulsa, Oklahoma. El mismo expresó «Wow, es la única palabra necesaria para describir el concierto del lunes por la noche de Pink en el BOK Center». Kevin Coffey del personal del periódico Omaha World-Herald asistió y realizó un reseña sobre el concierto otorgado en Lincoln, Nebraska, argumentando que Pink a «puesto una bara muy muy alta», y que «otros artistas deberían comprar un boleto, sentarse y tomar nota. Así es como debería hacerse».
Marc Hirsh del periódico The Boston Globe reseñó el concierto otorgado el 9 de abril en el TD Garden. Inició mencionando que las muy trabajadas coreografías pasan desapercibidas gracias a que la cantante interpreta el tema inicial del concierto «Get The Party Started» colgada de un candelabro gigante, y continua mencionando que no sorprende a nadie «Pero el hecho es que ninguna otra estrella del pop siquiera está intentando este tipo de cosas, por lo que ver a Pink hacerlo y seguir cantando sigue siendo tan sorprendente como cuando por primera vez agregó acrobacias sin un arnés o red a su arsenal hace años. De lo que se tratan muchas de sus canciones, de hecho: celebrar quién eres, incluso si (especialmente si) quién eres te hace diferente a los demás».

## Desempeño comercial
La primera publicación de ventas oficial se compartió el 14 de marzo de 2018, superando los números de su tour previo "The Truth About Love Tour". El concierto en Wichita, Kansas llevado a cabo en el Intrust Bank Arena recaudó $1,647,788 con 11,894 personas asistiendo al mismo.
De acuerdo con Pollstar la primera fase del tour en Norteamérica recaudo un total de $95,657,338 con una asistencia de 691,953 proveniente de las 46 fechas otorgadas, convirtiéndola en la primera artista con más recaudación en la lista anual del Top 100 de giras en América del Norte y la quinta artista con más recaudación de la lista top 100 de giras mundiales. Posteriormente Billboard reportó que "Beautiful Trauma World Tour" recaudó $100 millones en las primeras 38 fechas llevadas a cabo en Norteamérica y $80.4 millones en su fase por Oceanía. De acuerdo con la lista anual de Pollstar el tour recaudó $169.2 millones mundialmente con 1,285,411 boletos vendidos.
En marzo de 2019, Billboard reportó que "Beautiful Trauma World Tour" encabezaba la lista "top tours" con $30,082,031 recaudados y 207,979 boletos en 15 conciertos en la segunda fase de la gira en América del Norte. A su vez informó que hasta el 30 de marzo de 2019 el tour recaudó un total de $210.5 millones superando su anterior gira "The Truth About Love Tour" la cual recaudó $183.1 millones.
En agosto de 2019, Billboard reportó que la gira recaudó $397.3 millones de dólares con 3,088,647 boletos vendidos convirtiéndola en la décima gira con más recaudación en la historia de Billboard Boxscore además de convertirse en la segunda gira con mayor recaudación por parte de una artista femenina, solo por detrás de "Sticky & Sweet Tour" de Madonna ($408 millones). En Australia la cantante recaudó $80.4 millones y vendió 559,361 boletos en sus 42 conciertos brindados, a su vez en Europa la gira recaudó $126.8 millones y 1,194,697 boletos vendidos.

## Repertorio
| Beautiful Trauma Tour |
| --- |
| El siguiente repertorio representa el concierto brindado en Phoenix el 1 de marzo de 2018. No representa el repertorio de cada concierto otorgado durante la gira. - Intro: Acto 1 1. "Get the Party Started" 2. "Beautiful Trauma" 3. "Just like a Pill" 4. "Who Knew" Acto 2 1. "Revenge" 2. "Funhouse" / "Just a Girl" 3. "Smells Like Teen Spirit" Acto 3 1. "Secrets" Acto 4 1. "Try" 2. "Just Give Me a Reason" 3. "I'm Not Dead" 4. "Just like Fire" Acto 5 1. "What About Us" 2. "For Now" 3. "Barbies" 4. "I Am Here" 5. "Fuckin' Perfect" Acto 6 1. "Raise Your Glass" 2. "Blow Me (One Last Kiss)" Encoro 1. "So What" 2. "Glitter in the Air" |

Invitados especiales
- El 20 de marzo de 2018, el cantante Dallas Green se unió en el concierto otorgado en Toronto, Canadá para interpretar «You and Me».
- El 31 de mayo de 2018, Gwen Stefani se unió en el concierto. otorgado en Los Ángeles para interpretar el tema «Just A Girl».[22]
- El 21 de mayo de 2019, el cantante Chris Stapleton se unió en el concierto otorgado en Nueva York, para interpretar el tema «Love Me Anyway».[23]

Notas
- En la segunda fase del tour en Norteamérica se agregó al repertorio el sencillo «Walk Me Home» en lugar del tema «I'm Not Dead».[24] En el tercer concierto en Vancouver se agregó a la lista de canciones «Hustle» en reemplazo de la canción «Smells Like Teen Spirit».[25] Ambos temas pertenecen a su nuevo álbum Hurts 2B Human.
- Durante la fase Europea Pink modificó el repertorio, agregando «90 days» interpretada junto a Wrabel en reemplazo del tema «Barbies», se agregó un cover del tema «River» de la cantante Bishop Briggs y el tema «Can We Pretend», se quitó el tema «Revenge», «Glitter in the Air» fue interpretada sólo en algunas fechas de la fase europea y finalmente el tema «Walk Me Home» comenzó a ser interpretado en versión acústica.[26]

## Fechas
| Fecha                    | Ciudad               | País           | Recinto                                   | Acto de apertura                   | Asistencia            | Recaudación  |
| Norteamérica             | Norteamérica         | Norteamérica   | Norteamérica                              | Norteamérica                       | Norteamérica          | Norteamérica |
| ------------------------ | -------------------- | -------------- | ----------------------------------------- | ---------------------------------- | --------------------- | ------------ |
| 1 de marzo de 2018       | Phoenix              | Estados Unidos | Talking Stick Resort Arena                | Kidcutup                           | 14,181 / 14,549       | $1,906,176   |
| 3 de marzo de 2018       | Wichita              | Estados Unidos | Intrust Bank Arena                        | Kidcutup                           | 11,894 / 12,047       | $1,647,788   |
| 5 de marzo de 2018       | Tulsa                | Estados Unidos | BOK Center                                | Kidcutup                           | 14,146 / 14,146       | $1,734,989   |
| 6 de marzo de 2018       | Lincoln              | Estados Unidos | Pinnacle Bank Arena                       | Kidcutup                           | 13,647/13,973         | $1,755,144   |
| 9 de marzo de 2018       | Chicago              | Estados Unidos | United Center                             | Kidcutup                           | 31,476 / 40,664       | $4,254,230   |
| 10 de marzo de 2018      | Chicago              | Estados Unidos | United Center                             | Kidcutup                           | 31,476 / 40,664       | $4,254,230   |
| 12 de marzo de 2018      | Saint Paul           | Estados Unidos | Xcel Energy Center                        | Kidcutup                           | 15,710 / 15,710       | $2,217,347   |
| 14 de marzo de 2018      | Saint Louis          | Estados Unidos | Scottarde Center                          | Kidcutup                           | 15,026 / 15,403       | $1,852,210   |
| 15 de marzo de 2018      | Kansas City          | Estados Unidos | Sprint Center                             | Kidcutup                           | 14,068 /14,298        | $1,868,282   |
| 17 de marzo de 2018      | Indianápolis         | Estados Unidos | Bankers Life Fieldhouse                   | Kidcutup                           | 14,544 / 14,719       | $1,749,814   |
| 18 de marzo de 2018      | Grand Rapids         | Estados Unidos | Van Andel Arena                           | Kidcutup                           | 11,764 / 11,764       | $1,623,071   |
| 20 de marzo de 2018      | Toronto              | Canadá         | Air Canada Centre                         | Kidcutup Bleachers                 | 34,315 / 34,315       | $4,497,956   |
| 21 de marzo de 2018      | Toronto              | Canadá         | Air Canada Centre                         | Kidcutup Bleachers                 | 34,315 / 34,315       | $4,497,956   |
| 27 de marzo de 2018      | Louisville           | Estados Unidos | KFC Yum! Center                           | Kidcutup Bleachers                 | 17,445 /17,762        | $2,024,356   |
| 28 de marzo de 2018      | Cleveland            | Estados Unidos | Quicken Loans Arena                       | Kidcutup Bleachers                 | 15,562/15,938         | $1,912,595   |
| 4 de abril de 2018       | Nueva York           | Estados Unidos | Madison Square Garden                     | Kidcutup Bleachers                 | 30,286 /30,286        | $5,320,560   |
| 5 de abril de 2018       | Nueva York           | Estados Unidos | Madison Square Garden                     | Kidcutup Bleachers                 | 30,286 /30,286        | $5,320,560   |
| 7 de abril de 2018       | Pittsburgh           | Estados Unidos | PPG Paints Arena                          | Kidcutup Bleachers                 | 16,708 / 16,708       | $2,210,603   |
| 9 de abril de 2018       | Boston               | Estados Unidos | TD Garden                                 | Kidcutup Bleachers                 | 32,403 / 32,403       | $4,668,640   |
| 10 de abril de 2018      | Boston               | Estados Unidos | TD Garden                                 | Kidcutup Bleachers                 | 32,403 / 32,403       | $4,668,640   |
| 13 de abril de 2018      | Filadelfia           | Estados Unidos | Wells Fargo Center                        | Kidcutup                           | 18,191 / 18,191       | $2,839,340   |
| 14 de abril de 2018      | Newark               | Estados Unidos | Prudential Center                         | Kidcutup                           | 15,687 / 15,687       | $2,684,824   |
| 16 de abril de 2018      | Washington D. C.     | Estados Unidos | Capital One Arena                         | Kidcutup Bleachers                 | 32,583 / 32,583       | $4,498,018   |
| 17 de abril de 2018      | Washington D. C.     | Estados Unidos | Capital One Arena                         | Kidcutup Bleachers                 | 32,583 / 32,583       | $4,498,018   |
| 19 de abril de 2018      | Charlottesville      | Estados Unidos | John Paul Jones Arena                     | Kidcutup Bleachers                 | 13,014 / 13,014       | $1,645,760   |
| 21 de abril de 2018      | Atlanta              | Estados Unidos | Philips Arena                             | Kidcutup Bleachers                 | 12,441 / 12,441       | $1,661,156   |
| 24 de abril de 2018      | Orlando              | Estados Unidos | Amway Center                              | Kidcutup Bleachers                 | 15,109 / 15,109       | $2,171,487   |
| 25 de abril de 2018      | Sunrise              | Estados Unidos | BB&T Center                               | Kidcutup Bleachers                 | 15,999 / 15,999       | $2,184,919   |
| 27 de abril de 2018      | Houston              | Estados Unidos | Toyota Center                             | Kidcutup Bleachers                 | 25,615 / 25,615       | $3,391,204   |
| 28 de abril de 2018      | Houston              | Estados Unidos | Toyota Center                             | Kidcutup Bleachers                 | 25,615 / 25,615       | $3,391,204   |
| 1 de mayo de 2018        | Dallas               | Estados Unidos | American Airlines Center                  | N/A                                | 29,206 / 29,206       | $3,642,876   |
| 2 de mayo de 2018        | Dallas               | Estados Unidos | American Airlines Center                  | N/A                                | 29,206 / 29,206       | $3,642,876   |
| 8 de mayo de 2018        | Denver               | Estados Unidos | Pepsi Center                              | Kidcutup Bleachers                 | 17,446 / 17,446       | $2,160,741   |
| 9 de mayo de 2018        | Salt Lake City       | Estados Unidos | Vivint Smart Home Arena                   | Kidcutup Bleachers                 | 14,254 / 14,254       | $1,947,385   |
| 12 de mayo de 2018       | Vancouver            | Canadá         | Rogers Arena                              | Kidcutup Bleachers                 | 16,989 / 16,989       | $2,349,769   |
| 13 de mayo de 2018       | Seattle              | Estados Unidos | KeyArena                                  | Kidcutup Bleachers                 | 14,027 / 14,027       | $2,229,945   |
| 15 de mayo de 2018       | Portland             | Estados Unidos | Moda Center                               | Kidcutup Bleachers                 | 15,757 / 15,757       | $2,114,035   |
| 18 de mayo de 2018       | Oakland              | Estados Unidos | Oracle Arena                              | Kidcutup Bleachers                 | 32,596 / 32,596       | $4,715,555   |
| 19 de mayo de 2018       | Oakland              | Estados Unidos | Oracle Arena                              | Kidcutup Bleachers                 | 32,596 / 32,596       | $4,715,555   |
| 22 de mayo de 2018       | Fresno               | Estados Unidos | Save Mart Center                          | Kidcutup Bleachers                 | 12,721 /12,721        | $1,717,899   |
| 23 de mayo de 2018       | Ontario              | Estados Unidos | Citizens Business Bank Arena              | Kidcutup Bleachers                 | 9,597 / 9,597         | $1,457,009   |
| 25 de mayo de 2018       | Anaheim              | Estados Unidos | Honda Center                              | Kidcutup Bleachers                 | 16,125 /16,125        | $2,014,710   |
| 26 de mayo de 2018       | Las Vegas            | Estados Unidos | T-Mobile Arena                            | Kidcutup Bleachers                 | 17,019 / 17,019       | $2,656,351   |
| 28 de mayo de 2018       | San Diego            | Estados Unidos | Valley View Casino Center                 | Kidcutup Bleachers                 | 11,872 / 11,872       | $1,664,733   |
| 31 de mayo de 2018       | Los Ángeles          | Estados Unidos | Staples Center                            | Kidcutup Bleachers                 | 17,047 / 17,047       | $2,358,686   |
| 1 de junio de 2018       | Inglewood            | Estados Unidos | The Forum                                 | Kidcutup Bleachers                 | 14,777 / 14,777       | $2,307,175   |
| Oceanía                  |                      |                |                                           |                                    |                       |              |
| 3 de julio de 2018       | Perth                | Australia      | Perth Arena                               | The Rubens                         | 59,553 / 59,553       | $7,581,640   |
| 4 de julio de 2018       | Perth                | Australia      | Perth Arena                               | The Rubens                         | 59,553 / 59,553       | $7,581,640   |
| 6 de julio de 2018       | Perth                | Australia      | Perth Arena                               | The Rubens                         | 59,553 / 59,553       | $7,581,640   |
| 7 de julio de 2018       | Perth                | Australia      | Perth Arena                               | The Rubens                         | 59,553 / 59,553       | $7,581,640   |
| 10 de julio de 2018      | Adelaida             | Australia      | Adelaide Entertaintment Centre            | The Rubens                         | 38,105 / 38,648       | $5,156,359   |
| 11 de julio de 2018      | Adelaida             | Australia      | Adelaide Entertaintment Centre            | The Rubens                         | 38,105 / 38,648       | $5,156,359   |
| 13 de julio de 2018      | Adelaida             | Australia      | Adelaide Entertaintment Centre            | The Rubens                         | 38,105 / 38,648       | $5,156,359   |
| 14 de julio de 2018      | Adelaida             | Australia      | Adelaide Entertaintment Centre            | The Rubens                         | 38,105 / 38,648       | $5,156,359   |
| 16 de julio de 2018      | Melbourne            | Australia      | Rod Laver Arena                           | The Rubens                         | 157,811 / 160,072     | $20,213,756  |
| 17 de julio de 2018      | Melbourne            | Australia      | Rod Laver Arena                           | The Rubens                         | 157,811 / 160,072     | $20,213,756  |
| 19 de julio de 2018      | Melbourne            | Australia      | Rod Laver Arena                           | The Rubens                         | 157,811 / 160,072     | $20,213,756  |
| 20 de julio de 2018      | Melbourne            | Australia      | Rod Laver Arena                           | The Rubens                         | 157,811 / 160,072     | $20,213,756  |
| 22 de julio de 2018      | Melbourne            | Australia      | Rod Laver Arena                           | The Rubens                         | 157,811 / 160,072     | $20,213,756  |
| 23 de julio de 2018      | Melbourne            | Australia      | Rod Laver Arena                           | The Rubens                         | 157,811 / 160,072     | $20,213,756  |
| 25 de julio de 2018      | Melbourne            | Australia      | Rod Laver Arena                           | The Rubens                         | 157,811 / 160,072     | $20,213,756  |
| 27 de julio de 2018      | Melbourne            | Australia      | Rod Laver Arena                           | The Rubens                         | 157,811 / 160,072     | $20,213,756  |
| 28 de julio de 2018      | Melbourne            | Australia      | Rod Laver Arena                           | The Rubens                         | 157,811 / 160,072     | $20,213,756  |
| 4 de agosto de 2018      | Sídney               | Australia      | Qudos Bank Arena                          | The Rubens                         | 143,579 / 148,248     | $18,566,707  |
| 11 de agosto de 2018     | Sídney               | Australia      | Qudos Bank Arena                          | The Rubens                         | 143,579 / 148,248     | $18,566,707  |
| 12 de agosto de 2018     | Sídney               | Australia      | Qudos Bank Arena                          | The Rubens                         | 143,579 / 148,248     | $18,566,707  |
| 14 de agosto de 2018     | Brisbane             | Australia      | Brisbane Entertainment Centre             | The Rubens                         | 90,292 / 92,078       | $11,331,336  |
| 15 de agosto de 2018     | Brisbane             | Australia      | Brisbane Entertainment Centre             | The Rubens                         | 90,292 / 92,078       | $11,331,336  |
| 17 de agosto de 2018     | Brisbane             | Australia      | Brisbane Entertainment Centre             | The Rubens                         | 90,292 / 92,078       | $11,331,336  |
| 18 de agosto de 2018     | Brisbane             | Australia      | Brisbane Entertainment Centre             | The Rubens                         | 90,292 / 92,078       | $11,331,336  |
| 20 de agosto de 2018     | Brisbane             | Australia      | Brisbane Entertainment Centre             | The Rubens                         | 90,292 / 92,078       | $11,331,336  |
| 21 de agosto de 2018     | Brisbane             | Australia      | Brisbane Entertainment Centre             | The Rubens                         | 90,292 / 92,078       | $11,331,336  |
| 22 de agosto de 2018     | Brisbane             | Australia      | Brisbane Entertainment Centre             | The Rubens                         | 90,292 / 92,078       | $11,331,336  |
| 24 de agosto de 2018     | Sídney               | Australia      | Qudos Bank Arena                          | The Rubens                         | [A]                   | [A]          |
| 25 de agosto de 2018     | Sídney               | Australia      | Qudos Bank Arena                          | The Rubens                         | [A]                   | [A]          |
| 26 de agosto de 2018     | Sídney               | Australia      | Qudos Bank Arena                          | The Rubens                         | [A]                   | [A]          |
| 28 de agosto de 2018     | Melbourne            | Australia      | Rod Laver Arena                           | The Rubens                         | [B]                   | [B]          |
| 29 de agosto de 2018     | Melbourne            | Australia      | Rod Laver Arena                           | The Rubens                         | [B]                   | [B]          |
| 1 de septiembre de 2018  | Dunedin              | Nueva Zelanda  | Estadio Forsyth Barr                      | The Rubens                         | 37,084 / 37,470       | $6,313,414   |
| 4 de septiembre de 2018  | Auckland             | Nueva Zelanda  | Spark Arena                               | The Rubens                         | 71,273 / 73,087       | $11,934,273  |
| 5 de septiembre de 2018  | Auckland             | Nueva Zelanda  | Spark Arena                               | The Rubens                         | 71,273 / 73,087       | $11,934,273  |
| 7 de septiembre de 2018  | Auckland             | Nueva Zelanda  | Spark Arena                               | The Rubens                         | 71,273 / 73,087       | $11,934,273  |
| 8 de septiembre de 2018  | Auckland             | Nueva Zelanda  | Spark Arena                               | The Rubens                         | 71,273 / 73,087       | $11,934,273  |
| 10 de septiembre de 2018 | Auckland             | Nueva Zelanda  | Spark Arena                               | The Rubens                         | 71,273 / 73,087       | $11,934,273  |
| 11 de septiembre de 2018 | Auckland             | Nueva Zelanda  | Spark Arena                               | The Rubens                         | 71,273 / 73,087       | $11,934,273  |
| 17 de septiembre de 2018 | Sídney               | Australia      | Qudos Bank Arena                          | The Rubens                         | [C]                   | [C]          |
| 18 de septiembre de 2018 | Sídney               | Australia      | Qudos Bank Arena                          | The Rubens                         | [C]                   | [C]          |
| 19 de septiembre de 2018 | Sídney               | Australia      | Qudos Bank Arena                          | The Rubens                         | [C]                   | [C]          |
| Norteamérica             |                      |                |                                           | The Rubens                         |                       |              |
| 1 de marzo de 2019       | Sunrise              | Estados Unidos | BB&T Center                               | Julia Michaels                     | 14,883 / 14,883       | $2,463,165   |
| 3 de marzo de 2019       | Tampa                | Estados Unidos | Amalie Arena                              | Julia Michaels                     | 15,068 / 15,068       | $2,373,771   |
| 5 de marzo de 2019       | Jacksonville         | Estados Unidos | Coliseo de Jacksonville                   | Julia Michaels                     | 11,700 / 11,700       | $1,915,530   |
| 7 de marzo de 2019       | Columbia             | Estados Unidos | Colonial Life Arena                       | Julia Michaels                     | 13,481 / 13,481       | $1,722,813   |
| 9 de marzo de 2019       | Charlotte            | Estados Unidos | Spectrum Center                           | Julia Michaels                     | 15,596 / 15,596       | $2,578,534   |
| 10 de marzo de 2019      | Nashville            | Estados Unidos | Bridgestone Arena                         | Julia Michaels                     | 14,336 / 14,336       | $2,326,690   |
| 12 de marzo de 2019      | Atlanta              | Estados Unidos | Arena State Farm                          | Julia Michaels                     | 11,472 / 11,472       | $1,586,831   |
| 14 de marzo de 2019      | Birmingham           | Estados Unidos | Legacy Arena                              | Julia Michaels                     | 13,959 / 13,959       | $1,487,637   |
| 16 de marzo de 2019      | Bossier City         | Estados Unidos | CenturyLink Center                        | Julia Michaels                     | —                     | —            |
| 17 de marzo de 2019      | New Orleans          | Estados Unidos | Smoothie King Center                      | Julia Michaels                     | 14,500 / 14,500       | $2,215,600   |
| 19 de marzo de 2019      | Houston              | Estados Unidos | Toyota Center                             | Julia Michaels                     | —                     | —            |
| 21 de marzo de 2019      | San Antonio          | Estados Unidos | AT&T Center                               | Julia Michaels                     | 15,651 / 15,651       | $2,115,377   |
| 23 de marzo de 2019      | Oklahoma City        | Estados Unidos | Chesapeake Energy Arena                   | Julia Michaels                     | 13,820 / 13,820       | $2,049,271   |
| 24 de marzo de 2019      | Dallas               | Estados Unidos | American Airlines Center                  | Julia Michaels                     | 14,658 / 14,658       | $2,067,277   |
| 30 de marzo de 2019      | Glendale             | Estados Unidos | Gila River Arena                          | Julia Michaels                     | 13,737 / 13,737       | $2,363,364   |
| 1 de abril de 2019       | Denver               | Estados Unidos | Pepsi Center                              | Julia Michaels                     | 14,548 / 14,548       | $2,117,678   |
| 3 de abril de 2019       | Salt Lake City       | Estados Unidos | Vivint Smart Home Arena                   | Julia Michaels                     | 13,586 / 13,586       | $1,889,389   |
| 5 de abril de 2019       | Vancouver            | Canadá         | Rogers Arena                              | Julia Michaels                     | 30,763 / 30,763       | $3,631,003   |
| 6 de abril de 2019       | Vancouver            | Canadá         | Rogers Arena                              | Julia Michaels                     | 30,763 / 30,763       | $3,631,003   |
| 8 de abril de 2019       | Portland             | Estados Unidos | Moda Center                               | Julia Michaels                     | 14,942 / 14,942       | $2,159,245   |
| 10 de abril de 2019      | Sacramento           | Estados Unidos | Golden 1 Center                           | Julia Michaels                     | 14,881 / 14,881       | $2,628,946   |
| 12 de abril de 2019      | Las Vegas            | Estados Unidos | T-Mobile Arena                            | Julia Michaels                     | 16,130 / 16,130       | $2,340,138   |
| 13 de abril de 2019      | Anaheim              | Estados Unidos | Honda Center                              | Julia Michaels                     | 12,832 / 12,832       | $1,925,556   |
| 15 de abril de 2019      | Los Ángeles          | Estados Unidos | Staples Center                            | Julia Michaels                     | 13,699 / 13,699       | $1,336,647   |
| 17 de abril de 2019      | San José, California | Estados Unidos | SAP Center                                | Julia Michaels                     | 14,055 / 14,055       | $2,125,545   |
| 19 de abril de 2019      | Inglewood            | Estados Unidos | The Forum                                 | Julia Michaels                     | 14,354 / 14,354       | $2,074,363   |
| 26 de abril de 2019      | Detroit              | Estados Unidos | Little Caesars Arena                      | Julia Michaels                     | 30,499 / 30,499       | $4,594,641   |
| 27 de abril de 2019      | Detroit              | Estados Unidos | Little Caesars Arena                      | Julia Michaels                     | 30,499 / 30,499       | $4,594,641   |
| 30 de abril de 2019      | Indianápolis         | Estados Unidos | Bankers Life Fieldhouse                   | Julia Michaels                     | 14,444 / 14,444       | $2,011,671   |
| 2 de mayo de 2019        | Milwaukee            | Estados Unidos | Wisconsin Entertainment and Sports Center | Julia Michaels                     | 13,331 / 13,331       | $2,336,580   |
| 4 de mayo de 2019        | Fargo                | Estados Unidos | Fargodome                                 | Julia Michaels                     | 22,164 / 22,164       | $2,927,135   |
| 5 de mayo de 2019        | Saint Paul           | Estados Unidos | Xcel Energy Center                        | Julia Michaels                     | 15,820 / 15,820       | $2,735,448   |
| 7 de mayo de 2019        | Omaha                | Estados Unidos | CenturyLink Center Omaha                  | Julia Michaels                     | 15,050 / 15,050       | $2,187,858   |
| 9 de mayo de 2019        | Lexington            | Estados Unidos | Rupp Arena                                | Julia Michaels                     | 17,256 / 17,256       | $1,771,383   |
| 11 de mayo de 2019       | Columbus             | Estados Unidos | Value City Arena                          | Julia Michaels                     | 14,907 / 14,907       | $2,281,760   |
| 17 de mayo de 2019       | Montreal             | Canadá         | Bell Centre                               | Julia Michaels                     | 32,780 / 33,222       | $4,355,760   |
| 18 de mayo de 2019       | Montreal             | Canadá         | Bell Centre                               | Julia Michaels                     | 32,780 / 33,222       | $4,355,760   |
| 21 de mayo de 2019       | Nueva York           | Estados Unidos | Madison Square Garden                     | Julia Michaels                     | 29,997 / 29,997       | $5,527,014   |
| 22 de mayo de 2019       | Nueva York           | Estados Unidos | Madison Square Garden                     | Julia Michaels                     | 29,997 / 29,997       | $5,527,014   |
| Europa                   |                      |                |                                           |                                    |                       |              |
| 16 de junio de 2019      | Ámsterdam            | Países Bajos   | Amsterdam Arena                           | Vance Joy KidCutUp Bang Bang Romeo | 51,089 / 51,089       | $4,563,319   |
| 18 de junio de 2019      | Dublín               | Irlanda        | RDS Arena                                 | Vance Joy KidCutUp Bang Bang Romeo | 35,282 / 35,282       | $3,816,640   |
| 20 de junio de 2019      | Cardiff              | Reino Unido    | Millennium Stadium                        | Vance Joy KidCutUp Bang Bang Romeo | 58,595 / 58,595       | $6,765,880   |
| 22 de junio de 2019      | Glasgow              | Reino Unido    | Hampden Park                              | Vance Joy KidCutUp Bang Bang Romeo | 102,273 / 102,273     | $12,014,516  |
| 23 de junio de 2019      | Glasgow              | Reino Unido    | Hampden Park                              | Vance Joy KidCutUp Bang Bang Romeo | 102,273 / 102,273     | $12,014,516  |
| 25 de junio de 2019      | Liverpool            | Reino Unido    | Anfield                                   | Vance Joy KidCutUp Bang Bang Romeo | 44,042 / 44,042       | $5,335,757   |
| 27 de junio de 2019      | Werchter             | Bélgica        | Werchter Festival Park                    | Festival                           | Festival              | Festival     |
| 29 de junio de 2019      | Londres              | Reino Unido    | Estadio de Wembley                        | Vance Joy KidCutUp Bang Bang Romeo | 145,230 / 145,230     | $16,665,313  |
| 30 de junio de 2019      | Londres              | Reino Unido    | Estadio de Wembley                        | Vance Joy KidCutUp Bang Bang Romeo | 145,230 / 145,230     | $16,665,313  |
| 3 de julio de 2019       | París                | Francia        | Paris La Défense Arena                    | Vance Joy KidCutUp Bang Bang Romeo | 36,295 / 36,295       | $3,358,518   |
| 5 de julio de 2019       | Colonia              | Alemania       | Estadio Rhein Energie                     | Vance Joy KidCutUp Bang Bang Romeo | 77,313 / 77,313       | $8,091,671   |
| 6 de julio de 2019       | Colonia              | Alemania       | Estadio Rhein Energie                     | Vance Joy KidCutUp Bang Bang Romeo | 77,313 / 77,313       | $8,091,671   |
| 8 de julio de 2019       | Hamburgo             | Alemania       | Imtech Arena                              | Vance Joy KidCutUp Bang Bang Romeo | 39,743 / 39,743       | $4,061,875   |
| 10 de julio de 2019      | Stuttgart            | Alemania       | Mercedes-Benz Arena                       | Vance Joy KidCutUp Bang Bang Romeo | 42,495 / 42,495       | $4,632,086   |
| 12 de julio de 2019      | Hannover             | Alemania       | HDI-Arena                                 | Vance Joy KidCutUp Bang Bang Romeo | 43,452 / 43,452       | $4,625,693   |
| 14 de julio de 2019      | Berlín               | Alemania       | Estadio Olímpico de Berlín                | Vance Joy KidCutUp Bang Bang Romeo | 54,114 / 54,114       | $5,649,498   |
| 20 de julio de 2019      | Varsovia             | Polonia        | Estadio Nacional de Varsovia              | Vance Joy KidCutUp Bang Bang Romeo | 46,964 / 46,964       | $3,509,909   |
| 22 de julio de 2019      | Fráncfort del Meno   | Alemania       | Commerzbank-Arena                         | Vance Joy KidCutUp Bang Bang Romeo | 39,743 / 39,743       | $4,261,701   |
| 24 de julio de 2019      | Viena                | Austria        | Estadio Ernst Happel                      | Vance Joy KidCutUp Bang Bang Romeo | 55,873 / 55,873       | $5,626,465   |
| 26 de julio de 2019      | Múnich               | Alemania       | Estadio Olímpico de Múnich                | Vance Joy KidCutUp Bang Bang Romeo | 113,564 / 113,564     | $11,764,911  |
| 27 de julio de 2019      | Múnich               | Alemania       | Estadio Olímpico de Múnich                | Vance Joy KidCutUp Bang Bang Romeo | 113,564 / 113,564     | $11,764,911  |
| 30 de julio de 2019      | Zúrich               | Suiza          | Letzigrund                                | Vance Joy KidCutUp Bang Bang Romeo | 45,287 / 45,287       | $5,956,105   |
| 3 de agosto de 2019      | Estocolmo            | Suecia         | Tele2 Arena                               | Vance Joy KidCutUp Bang Bang Romeo | 33,943 / 33,943       | $3,190,660   |
| 5 de agosto de 2019      | Oslo                 | Noruega        | Telenor Arena                             | Vance Joy KidCutUp Bang Bang Romeo | 23,851 / 23,851       | $2,511,154   |
| 7 de agosto de 2019      | Horsens              | Dinamarca      | CASA Arena Horsens                        | Vance Joy KidCutUp Bang Bang Romeo | 25,000 / 25,000       | $2,812,500   |
| 9 de agosto de 2019      | Gelsenkirchen        | Alemania       | Veltins-Arena                             | Vance Joy KidCutUp                 | 34,278 / 34,278       | $3,414,207   |
| 11 de agosto de 2019     | La Haya              | Países Bajos   | Malieveld                                 | Vance Joy KidCutUp Davina Michelle | 46,271 / 46,271       | $4,214,772   |
| América del Norte        |                      |                |                                           |                                    |                       |              |
| 16 de agosto de 2019     | Uniondale            | Estados Unidos | Nassau Veterans Memorial Coliseum         | Wrabel KidCutUp                    | 12,339 / 12,339       | $2,092,479   |
| 18 de agosto de 2019     | Toronto              | Canadá         | Air Canada Centre                         | Wrabel KidCutUp                    | 34,886 / 34,886       | $4,177,053   |
| 19 de agosto de 2019     | Toronto              | Canadá         | Air Canada Centre                         | Wrabel KidCutUp                    | 34,886 / 34,886       | $4,177,053   |
| América del Sur          |                      |                |                                           |                                    |                       |              |
| 5 de octubre de 2019     | Río de Janeiro       | Brasil         | Parque Olímpico de Río de Janeiro         | Festival                           | Festival              | Festival     |
| América del Norte        |                      |                |                                           |                                    |                       |              |
| 2 de noviembre de 2019   | Austin               | Estados Unidos | Circuito de las Américas                  | Festival                           | Festival              | Festival     |
| Total                    | Total                | Total          | Total                                     | Total                              | 3,104,344 / 3,104,344 | $397,300,000 |

Notas
- A^ La recaudación del 24-26 de agosto se encuentra incluida en la recaudación del 4-12 de agosto.[50]
- B^ La recaudación del 28-29 de agosto se encuentra incluida en la recaudación del 16-28 de julio.[50]
- C^ La recaudación del 17-19 de septiembre se encuentra incluida en la recaudación del 4-12 de agosto.[50]

Cancelaciones y reprogramación de conciertos
| 15 de abril de 2019 | Estados Unidos, Fresno | Save Mart Center | Cambios en la programación. |